# Ben Foster (herec)
Benjamin A. Foster, známý jako Ben Foster (* 29. října 1980 Boston, USA), je americký herec.
Ačkoli se narodil v Bostonu, už jako čtyřletý se s rodinou stěhoval do Fairfieldu v Iowě a v 16 letech už sám do Hollywoodu. Začínal od poloviny 90. let v televizních seriálech a teenagerských komediích. Od počátku nového tisíciletí se postupně prosazoval ve filmech jako Skousni to! (2001), Projekt Laramie (2002), X-Men: Poslední vzdor, Alpha Dog (oba 2006), 30 dní dlouhá noc, 3:10 Vlak do Yumy (oba 2007), Symptom Pandorum, The Messenger (oba 2009), Mechanik zabiják (2011) nebo Na život a na smrt (2013).
Hraje hlavní roli ve filmu Petra Jákla Jan Žižka (2022).